# Manama
 (avril 2012).
Si vous disposez d'ouvrages ou d'articles de référence ou si vous connaissez des sites web de qualité traitant du thème abordé ici, merci de compléter l'article en donnant les références utiles à sa vérifiabilité et en les liant à la section « Notes et références ».
Pour les articles homonymes, voir Manama (homonymie).
Manama (en arabe : المنامة / al-manāma) est la capitale du royaume de Bahreïn. Située au nord de l'île de Bahreïn, sur le golfe Persique, elle est aussi la plus grande ville de Bahreïn, avec une population estimée à 157 474 habitants en 2010.
Manama est mentionnée dans les chroniques islamiques au moins dès 1345. Conquise par les Portugais en 1521, puis par les Perses en 1602, elle est, depuis 1783, dirigée, avec de brèves interruptions, par la dynastie régnante d'Al Khalifa. En 1958, Manama est déclarée port franc et devient, en 1971, la capitale du royaume de Bahreïn indépendant.
La base économique de Manama est identique à celle de Bahreïn : le raffinage du pétrole, la construction de dhows (bateaux traditionnels), la pêche et la récolte de perles. Manama est, par l'intermédiaire de l'aéroport international de Bahreïn, desservie sur l'île d'Al Muharraq, à laquelle elle est reliée par une chaussée. Fondée en 1986, l'université de Bahreïn fait de la capitale bahreïnienne une ville universitaire.
Manama, anciennement l'une des douze municipalités de Bahreïn, fait désormais partie du gouvernorat de la capitale, dont elle est le chef-lieu.
Une base navale y a été installée par la Royal Navy en 1935. Depuis les années 1950, l'US Navy y entretient une présence, qui a pris de l'importance pendant les guerres du Golfe, et sert actuellement de quartier général à la Cinquième flotte américaine.

## Histoire

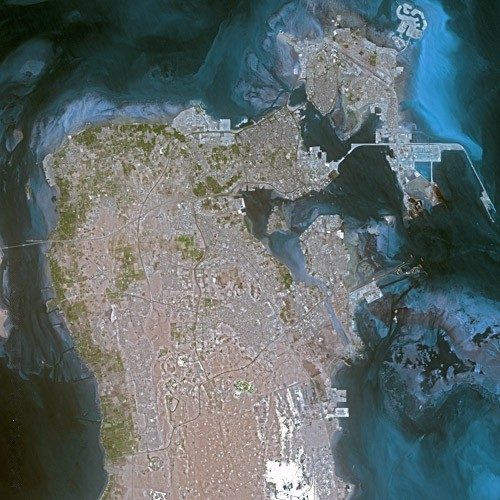
Manama vu par le satellite SPOT.

Le nord de l'île de Bahreïn, la localisation de Manama, connaît une activité humaine depuis environ 5 000 ans, comme l'indiquent les restes trouvés près du fort de Bahreïn.
La civilisation de Dilmun fait de ce territoire sa capitale, enterrant ses morts plus au sud, à A'ali. Les habitants sont rapidement conquis par une série d'envahisseurs : les Assyriens, les Achéménides (Perses) et les Macédoniens (Grecs) dans l'Antiquité, puis les Arabes au VIIe siècle. Pendant ces siècles, l'endroit est un comptoir dont l'importance dépend de l'empire dominant.
Les habitants de Manama adoptent l'islam au VIIe siècle.
Manama est mentionnée dans les chroniques islamiques au moins dès 1345. Elle est conquise par le Portugal en 1521. Le fort de Bahreïn est construit à cette époque, probablement pour se défendre de l'Empire perse. L'île change cependant de mains entre le Portugal, la Perse et Oman, pendant les deux siècles suivants. À la suite de la victoire perse finale, en 1783, la dynastie d'Al Khalifa, provenant du Qatar, prend le contrôle de toute l'île.
Manama devient un port franc en 1958. En 1971, elle devient la capitale du Bahreïn indépendant. La pêche perlière est depuis longtemps terminée.
L'économie a désormais plusieurs atouts : banques, assurances, commerce, santé, tourisme, TIC, et base navale américaine[réf. souhaitée].
En 2011, dans le contexte du Printemps arabe, plusieurs milliers de manifestants occupent la place de la Perle : le mouvement est réprimé dans le sang.

## Géographie

### Localisation
Manama est située sur le golfe Persique, dans le nord-est de l'île de Bahreïn. Elle possède un terrain plat et aride qui est propre aux villes bahreïniennes.

### Quartiers
Historiquement, Manama était limitée au souk et au fort (actuel ministère de l'Intérieur) au sud. 
La ville englobe désormais plusieurs banlieues récentes et villages anciens.

### Climat
Manama possède un climat désertique. Comme le reste de Bahreïn, la ville connaît des conditions climatiques extrêmes, avec des températures estivales atteignant 48 °C et des températures hivernales descendant à 15 °C, avec de la grêle en de rares occasions. Les températures moyennes en été et en hiver s'étendent entre 17 °C et 45 °C.
| Mois                                | jan. | fév. | mars | avril | mai  | juin | jui. | août | sep. | oct. | nov. | déc. | année |
| ----------------------------------- | ---- | ---- | ---- | ----- | ---- | ---- | ---- | ---- | ---- | ---- | ---- | ---- | ----- |
| Température minimale moyenne (°C)   | 14,1 | 14,9 | 17,8 | 21,5  | 26   | 28,8 | 30,4 | 30,5 | 28,6 | 25,5 | 21,2 | 16,2 | 23    |
| Température maximale moyenne (°C)   | 20   | 21,2 | 24,7 | 29,2  | 34,1 | 36,4 | 37,9 | 38   | 36,5 | 33,1 | 27,8 | 22,3 | 30,1  |
| Précipitations (mm)                 | 14,6 | 16   | 13,9 | 10    | 1,1  | 0    | 0    | 0    | 0    | 0,5  | 3,8  | 10,9 | 70,8  |
| Nombre de jours avec précipitations | 2    | 1,9  | 1,9  | 1,4   | 0,2  | 0    | 0    | 0    | 0    | 0,1  | 0,7  | 1,7  | 9,9   |

## Enseignement supérieur
- Ahlia University (en)[3]
- AMA International University (en)[4]
- Applied Science University (en)
- Arab Open University (en)
- Université du Golfe arabique
- Bahrain Institute of Banking and Finance (en) (BIBF)
- College of Health Sciences (en)
- Delmon University (en)
- Kingdom University (en)
- Institut de technologie de New York (annexe)

## Panorama

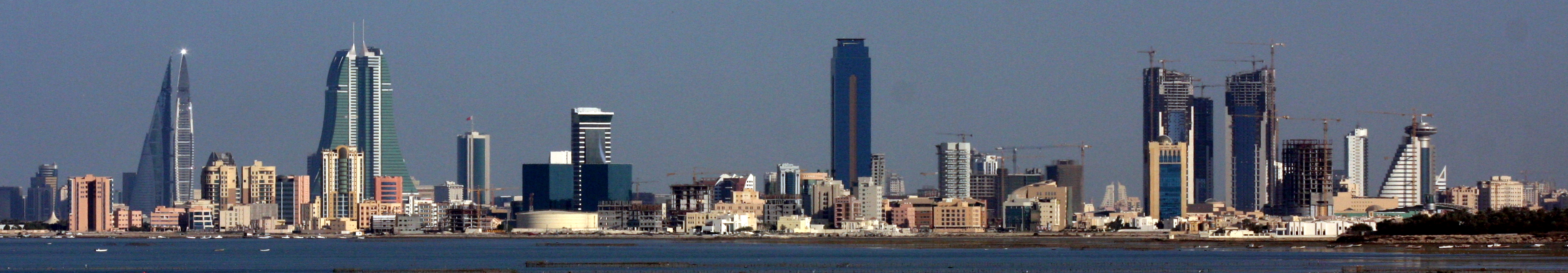
Vue panoramique (décembre 2007) de la ligne des tours de Manama avec, de gauche à droite : les tours jumelles du Bahrain World Trade Center, les tours jumelles du Bahrain Financial Harbour, la tour de la, la (le plus haut bâtiment de la photographie, au centre), et en construction : les trois tours résidentielles.

## Jumelages
- Koweït (Koweït)
- Doha (Qatar)
- Tunis (Tunisie) depuis 1999
- Tripoli (Liban) depuis 1977
- Chicago (États-Unis) depuis 2004
- Dubaï (Émirats arabes unis)
- Palestine (Palestine)[pas clair]
- Chiang Mai (Thaïlande)
- Ankara (Turquie)

## Tourisme
La capitale accueille, à peu près, sept millions de visiteurs par an, pour de courts séjours, venus principalement du Moyen-Orient : tourisme de curiosité, d'affaires, de luxe, de médecine, et de culture. En 2012, Manama devient « Capitale arabe de la culture ».
Manama est une ville à l'américaine, par et pour l'automobile. Les promenades piétonnes sont incongrues, ou réservées à des zones très limitées, entre lesquelles le transport se fait en voiture, même pour des sauts de puce. Le système de taxis est très efficace, même si la circulation en ville est régulièrement perturbée par les zones de travaux, et les embouteillages qui en résultent.

### Centres d'intérêt touristique
- Musée national de Bahreïn ;
- Place de la Perle (Dawwar Al Lulu) qui a été brisée, puis retirée pour rénovation en 2011 ;
- Bab Al Bahrain, centre-ville ;
- Beit Al Qur'an (la Maison du Coran) ;
- Souq de Manama ;
- Circuit international de Sakhir qui accueille, depuis 2004, le Grand Prix automobile de Bahreïn.

## Personnalités nées à Manama
- Hamda Khamis (1945-), poétesse ;
- Ali Al Jallawi (1975-), poète.
- Nawar Mahmoud, personnalité politique bahreïnie.